# Schwarzstirn-Papageiamadine
Schwarzstirn-Papageiamadine (Erythrura kleinschmidti), auch Kleinschmidts Papageiamadine oder Schwarzmasken-Papageiamadine genannt, ist eine Art aus der Familie der Prachtfinken. Es werden keine Unterarten unterschieden.
Schwarzstirn-Papageiamadine ist eine der seltensten Prachtfinkenarten und wird von der IUCN als gefährdete (vulnerable) Art eingestuft. Anders als die meisten Prachtfinkenarten ist sie noch nie lebend nach Europa eingeführt worden.

## Beschreibung

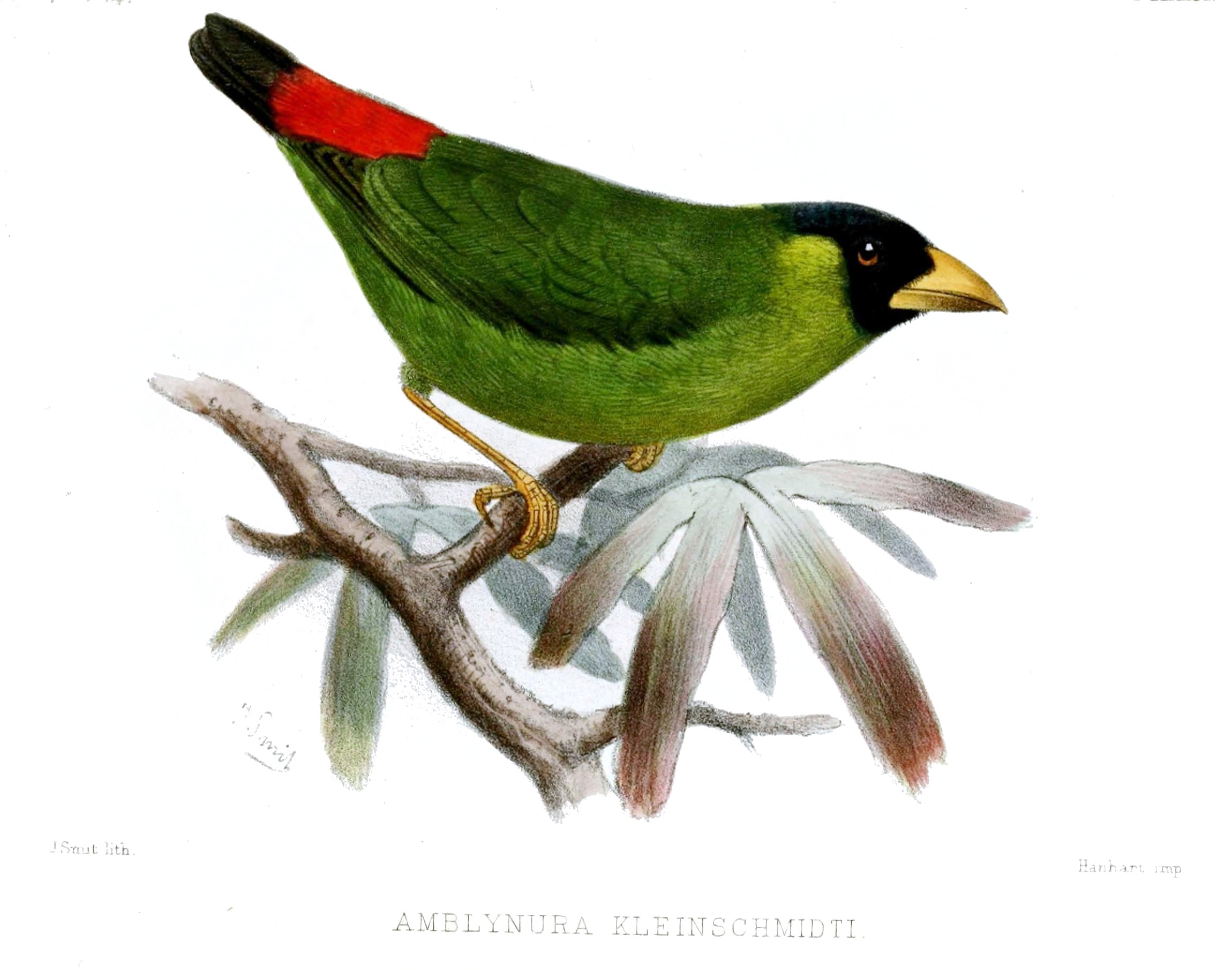
Schwarzstirn-Papageiamadine gemalt von Joseph Smit (1836–1929)

Schwarzstirn-Papageiamadine erreicht eine Körperlänge von zehn Zentimetern und wiegt durchschnittlich 15 Gramm. Es besteht kein ausgeprägter Sexualdimorphismus.
Die Stirn und der vordere Scheitel sowie die Zügel und die Augenumgebung, die Wangen und das Kinn sind schwarz. Der hintere Scheitel ist dunkelblau. Der hintere Bürzel sowie die Oberschwanzdecken sind leuchtend rot. Der Schwanz ist kurz und von schwarzbrauner Farbe. Die Federn sind hier grün gesäumt. Die Ohrgegend, die Halsseiten und die Körperunterseite ist lebhaft gelblichgrün. Die Augen sind dunkelbraun. Der für eine Prachtfinkenart ungewöhnlich klobige Schnabel ist insgesamt gelblich fleischfarben, allerdings an der Schnabelspitze etwas dunkler.
Jungvögel sind etwas matter gefärbt. Die Halsseiten und die Körperunterseite sind bei ihnen etwas bräunlicher.

## Verbreitung und Lebensweise

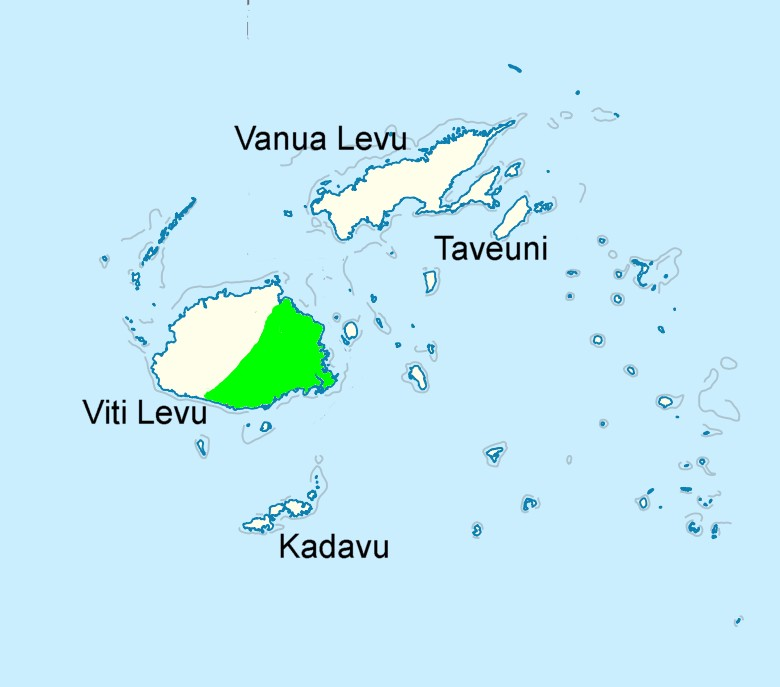
Verbreitungsgebiet der Schwarzstirn-Papageiamadine

Das Verbreitungsgebiet ist die Insel Viti Levu der Fidschi-Inseln. Der Lebensraum sind Regenwaldregionen in fast allen Höhenstufen. Die Art kommt bevorzugt in Lagen über 1000 Metern vor und ist gelegentlich auch in Sekundärwald anzutreffen. Sie wurde bislang überwiegend einzeln oder paarweise beobachtet. Mit ihrem klobigen Schnabel stochert sie in morschen Ästen, unter Blättern und zwischen Farnstängeln. Insekten spielen vermutlich eine große Rolle in ihrer Ernährung. Sie ist aber auch schon beim Verzehr von Wildfrüchten und zwar vor allem von Feigen-Arten beobachtet worden.
Über die Fortpflanzungsbiologie ist nur sehr wenig bekannt.

## Etymologie und Forschungsgeschichte
Otto Finsch beschrieb die Schwarzstirn-Papageiamadine unter dem Namen Amblynura kleinschmidti. Das Typusexemplar wurde im November 1877 vom Sammler Theodor Kleinschmidt in Viti Levu für das Museum Godeffroy gesammelt.
Das Wort Erythrura ist griechischen Ursprungs und leitet sich aus den Worten „erythros ἐρυθρός“ für „rot“ und „-ouros, oura ουρά“ für „-schwänzig, Schwanz“ ab.